# David Giménez i Carreras
David Giménez i Carreras   (Barcelona, 1964) és un director d'orquestra català. Va ser director titular de l'Orquestra Simfònica del Vallès entre els anys 2006 i 2009. També ha col·laborat durant anys amb l'Orquestra Filharmònica George Enescu. Nebot del tenor Josep Carreras ha dirigit molts dels seus concerts.
Va iniciar la seva formació al Conservatori del Liceu de Barcelona i va perfeccionar-la a la Hochschule für Musik de Viena i, amb Sir Colin Davis, a la Royal Academy of Music. Després del seu debut amb la Simfònica d'Hamburg el 1994 en aquesta ciutat, els seus compromisos l'han portat a actuar per tot el món dirigint a solistes vocals i instrumentals de prestigi en sales de concert com el Royal Albert Hall de Londres, la Konzerthaus de Viena o el Carnegie Hall així com al Palau de la Música de Barcelona.